# Kubans statliga universitet
Kubans statliga universitet (ryska: Кубанский государственный университет) är ett universitet i Krasnodar, Ryssland. Det är ett av de största och äldsta universiteten i södra Ryssland.
Universitetet grundades 1920 i Krasnodar. Dess första rektor var Nikandr Marks, en före detta general i den ryska kejserliga armén, historiker och specialist på gammalrysk paleografi.
År 1994 erkändes universitetet som en av de ledande institutionerna för högre utbildning i Ryssland.
Åren 2004 och 2005 rankades universitetet bland de 100 bästa högre utbildningsinstitutionerna i Ryssland och tilldelades guldmedaljen för europeisk kvalitet.
År 2008 utsågs Mikhail Astapov, tidigare chef för utbildningsdepartementet i Krasnodarregionen, till rektor för universitetet.
Kubans statliga universitet har utbildat utländska specialister sedan 1970. Dess utländska akademiker kommer från mer än 120 länder. För närvarande fortsätter universitetet att utbilda studenter från Asien, Amerika, Afrika och Europa.